# Spinitectus cristatus
Spinitectus cristatus is een rondwormensoort uit de familie van de Cystidicolidae. De wetenschappelijke naam van de soort is voor het eerst geldig gepubliceerd in 1915 door Railliet & Henry.